# Лумініца Георгіу
Лумініца Георгіу (1 вересня 1949 року, Бухарест, СРР — 4 липня 2021, Бухарест, Румунія) — румунська акторка.

## Біографія
Лумініца Георгіу народилася 1 вересня 1949 року у Бухаресті. У 1972 році Георгіу закінчила Інститут театрального та кіномистецтва. Після закінчення навчання Лумініца почала працювати у різних театрах Румунії. Акторка також брала участь у кінематографічних проектах.

## Вибіркова фільмографія
- Потяг життя (1998)
- Занадто пізно (1996)
- Смерть пана Лазареску (2006)
- Поза дитини (2013)